# Montfranc
Montfranc est une commune française située dans le département de l'Aveyron en région Occitanie.

## Géographie

### Localisation
Située dans le sud du département de l'Aveyron, la commune est limitrophe du Tarn.

### Communes limitrophes
Les communes limitrophes sont  Le Masnau-Massuguiès, Massals, Miolles et Pousthomy.
| Miolles (Tarn)              |           | Pousthomy |
| Massals (Tarn)              | Montfranc |           |
| Le Masnau-Massuguiès (Tarn) |           |           |

### Géologie et relief
Montfranc se trouve dans le parc naturel régional des grands causses, sur les monts d'Alban.

### Hydrographie

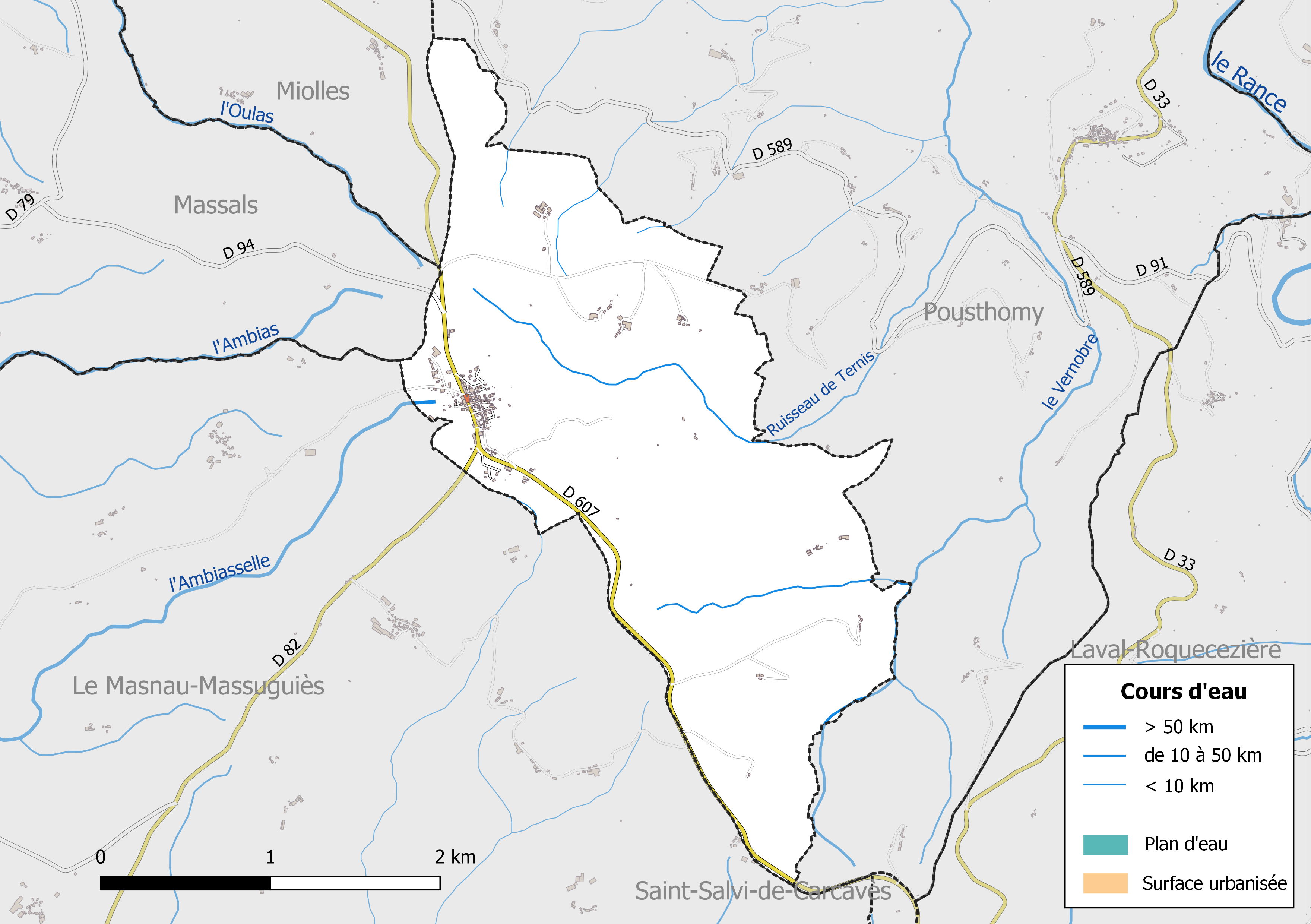
Réseaux hydrographique et routier de Montfranc.

La commune est drainée par l'Ambiasselle, le Vernobre, le ruisseau de Ternis et par divers petits cours d'eau.
L'Ambiasselle, d'une longueur totale de 13,4 km, prend sa source dans la commune de Montfranc et se jette  dans l'Ambias  à Saint-Jean-de-Jeannes (Paulinet), après avoir arrosé 3 communes.

### Climat
Pour des articles plus généraux, voir Climat de l'Occitanie et Climat de l'Aveyron.
En 2010, le climat de la commune est de type climat océanique altéré, selon une étude s'appuyant sur une série de données couvrant la période 1971-2000. En 2020, Météo-France publie une typologie des climats de la France métropolitaine dans laquelle la commune est dans une zone de transition entre le climat océanique altéré et le climat de montagne et est dans la région climatique Sud-est du Massif Central, caractérisée par une pluviométrie annuelle de 1 000 à 1 500 mm, minimale en été, maximale en automne.
Pour la période 1971-2000, la température annuelle moyenne est de 9,6 °C, avec une amplitude thermique annuelle de 14,9 °C. Le cumul annuel moyen de précipitations est de 1 480 mm, avec 12,5 jours de précipitations en janvier et 6,4 jours en juillet. Pour la période 1991-2020, la température moyenne annuelle observée sur la station météorologique la plus proche, située sur la commune de La Bastide-Solages à 12 km à vol d'oiseau, est de 13,5 °C et le cumul annuel moyen de précipitations est de 950,8 mm,. Pour l'avenir, les paramètres climatiques de la commune estimés pour 2050 selon différents scénarios d'émission de gaz à effet de serre sont consultables sur un site dédié publié par Météo-France en novembre 2022.

### Milieux naturels et biodiversité
La protection réglementaire est le mode d’intervention le plus fort pour préserver des espaces naturels remarquables et leur biodiversité associée.
Dans ce cadre, la commune fait partie d'un espace protégé, le Parc naturel régional des Grands Causses, créé en 1995 et d'une superficie de 327 937 ha, s'étend sur 97 communes. Ce territoire rural habité, reconnu au niveau national pour sa forte valeur patrimoniale et paysagère, s’organise autour d’un projet concerté de développement durable, fondé sur la protection et la valorisation de son patrimoine,,.

## Urbanisme

### Typologie
Au 1er janvier 2024, Montfranc est catégorisée commune rurale à habitat dispersé, selon la nouvelle grille communale de densité à sept niveaux définie par l'Insee en 2022.
Elle est située hors unité urbaine et hors attraction des villes,.

### Occupation des sols

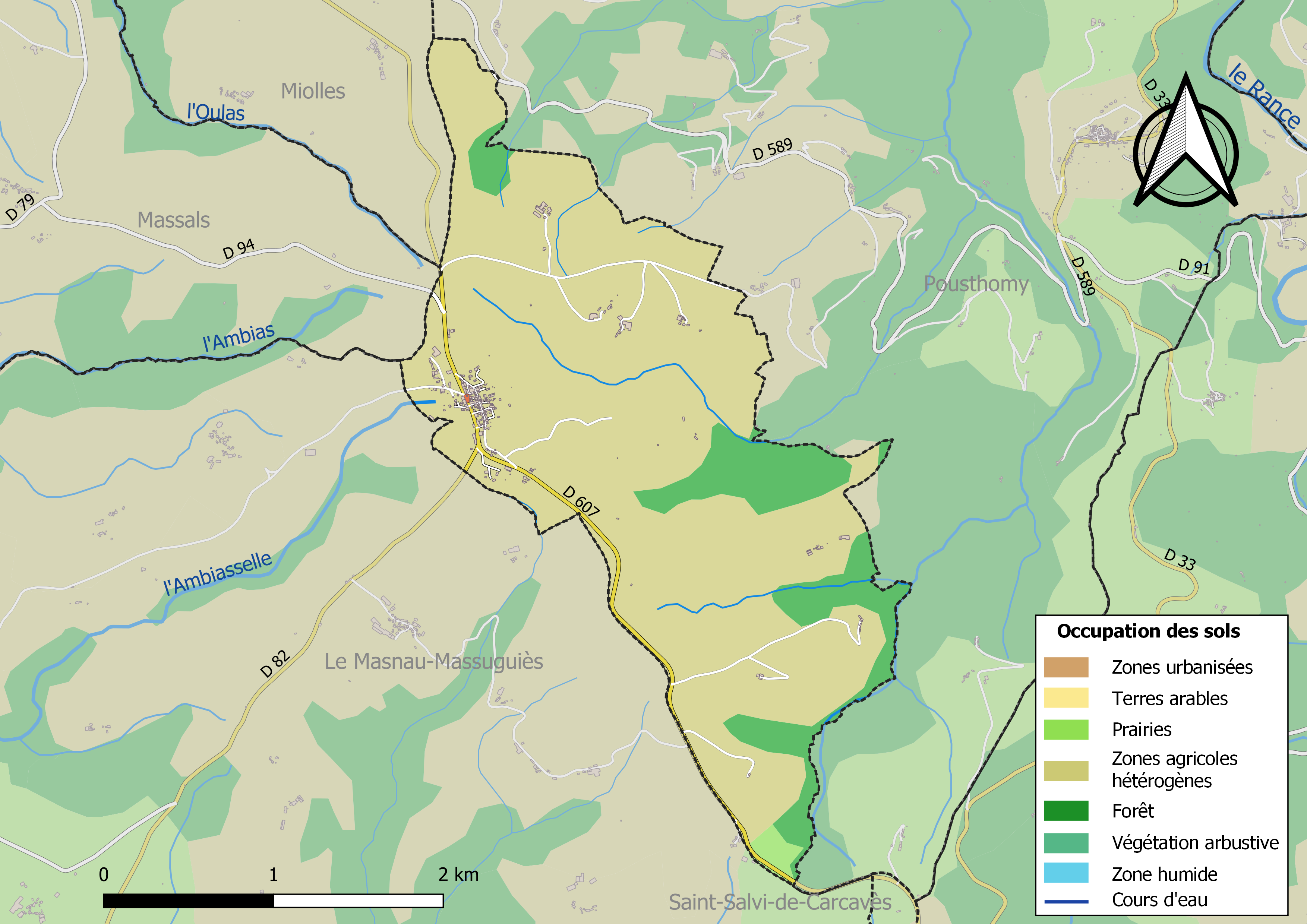
Infrastructures et occupation des sols de la commune de Montfranc.

L'occupation des sols de la commune, telle qu'elle ressort de la base de données européenne d’occupation biophysique des sols Corine Land Cover (CLC), est marquée par l'importance des territoires agricoles (87 % en 2018), une proportion identique à celle de 1990 (87 %). La répartition détaillée en 2018 est la suivante : 
zones agricoles hétérogènes (86 %), forêts (13 %), prairies (0,9 %).

### Planification
La loi SRU du 13 décembre 2000 a incité fortement les communes à se regrouper au sein d’un établissement public, pour déterminer les partis d’aménagement de l’espace au sein d’un SCoT, un document essentiel d’orientation stratégique des politiques publiques à une grande échelle. La commune est dans le territoire du SCoT du Parc naturel régional des Grands Causses, approuvé le vendredi 7 juillet 2017 par le comité syndical et mis à l’enquête publique en décembre 2019. La structure porteuse est le Pôle d'équilibre territorial et rural du PNR des Grands Causses, qui associe huit communautés de communes, notamment la communauté de communes Monts, Rance et Rougier, dont la commune est membre.
La commune, en 2017, avait engagé l'élaboration d'un plan local d'urbanisme.

### Risques majeurs
Le territoire de la commune de Montfranc est vulnérable à différents aléas naturels : climatiques (hiver exceptionnel ou canicule), feux de forêts et séisme (sismicité très faible).
Il est également exposé à un risque particulier, le risque radon,.

#### Risques naturels
Le Plan départemental de protection des forêts contre les incendies découpe le département de l’Aveyron en sept « bassins de risque » et définit une sensibilité des communes à l’aléa feux de forêt (de faible à très forte). La commune est classée en sensibilité faible.

#### Risque particulier
Dans plusieurs parties du territoire national, le radon, accumulé dans certains logements ou autres locaux, peut constituer une source significative d’exposition de la population aux rayonnements ionisants. Toutes les communes du département sont concernées par le risque radon à un niveau plus ou moins élevé. Selon le dossier départemental des risques majeurs du département établi en 2013, la commune de Montfranc est classée à risque faible avec facteurs géologiques. Un décret du 4 juin 2018 a modifié la terminologie du zonage définie dans le code de la santé publique et a été complété par un arrêté du 27 juin 2018 portant délimitation des zones à potentiel radon du territoire français. La commune est désormais en zone 2, à savoir zone à potentiel radon faible mais sur lesquelles des facteurs géologiques particuliers peuvent faciliter le transfert du radon vers les bâtiments.

## Histoire
La paroisse Saint-Léonard de Carme dite aussi de Montfranc a appartenu aux Hospitaliers jusqu'à la révolution française. La chapelle de Montfranc était une annexe du membre de Saint-Pierre de Combejac rattaché à la commanderie de Rayssac, tout comme le Mas-Dieu à l'est du village.
Lors des Guerres de religion, Montfranc fut prise par les protestants en 1573 et la garnison catholique de 35 soldats fut décimée.
En 1800, Montfranc a été réunie à la commune de Laval-Roquecezière, puis en 1816 à celle de Pousthomy. Elle fut érigée en commune distincte en 1853.

## Politique et administration

### Découpage territorial
La commune de Montfranc est membre de la communauté de communes Monts, Rance et Rougier, un établissement public de coopération intercommunale (EPCI) à fiscalité propre créé le 1er janvier 2017 dont le siège est à Belmont-sur-Rance. Ce dernier est par ailleurs membre d'autres groupements intercommunaux.
Sur le plan administratif, elle est rattachée à l'arrondissement de Millau, au département de l'Aveyron et à la région Occitanie. Sur le plan électoral, elle dépend du  canton des Causses-Rougiers pour l'élection des conseillers départementaux, depuis le redécoupage cantonal de 2014 entré en vigueur en 2015, et de la troisième circonscription de l'Aveyron  pour les élections législatives, depuis le dernier découpage électoral de 2010.

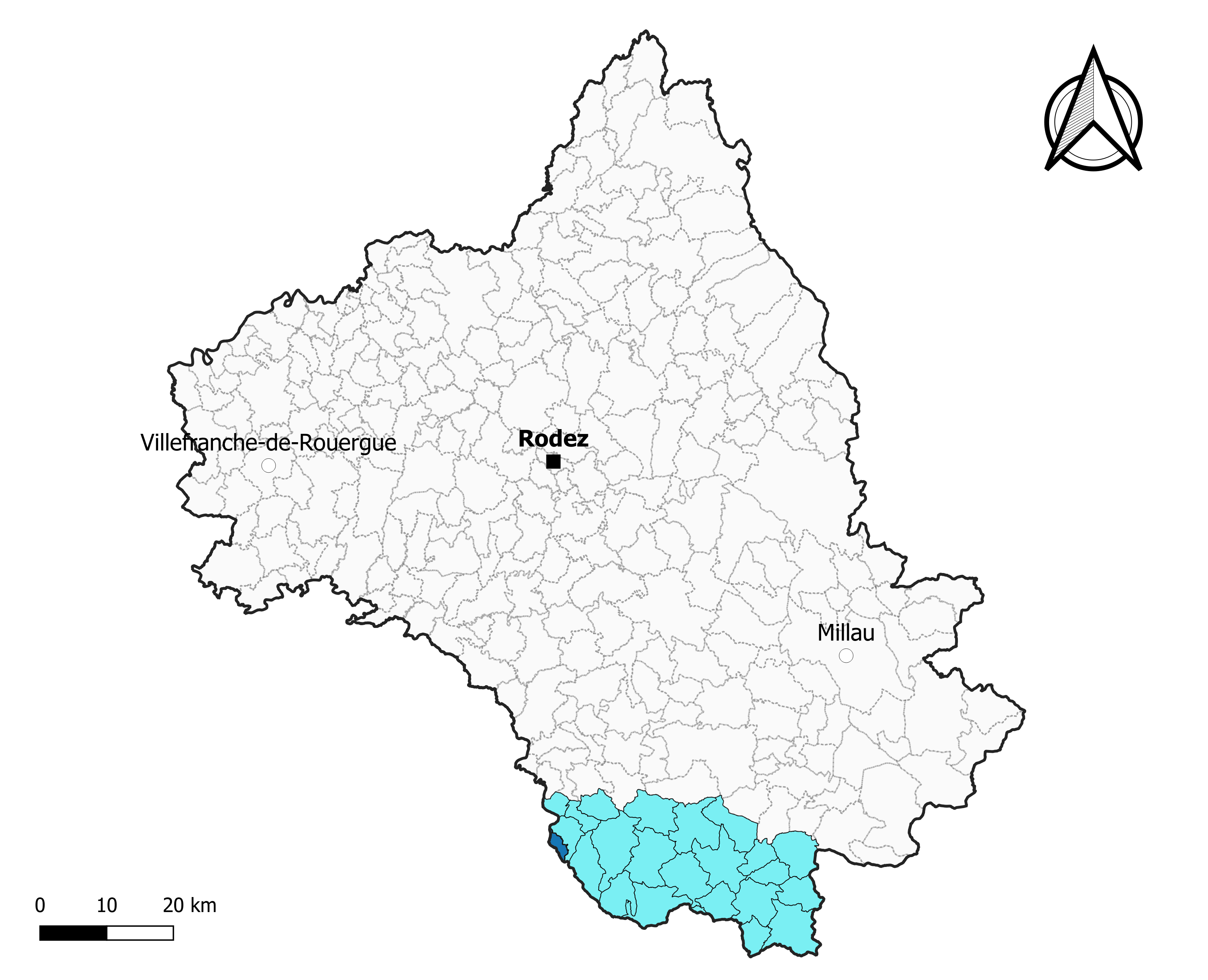
Montfranc dans l'intercommunalité en 2020.
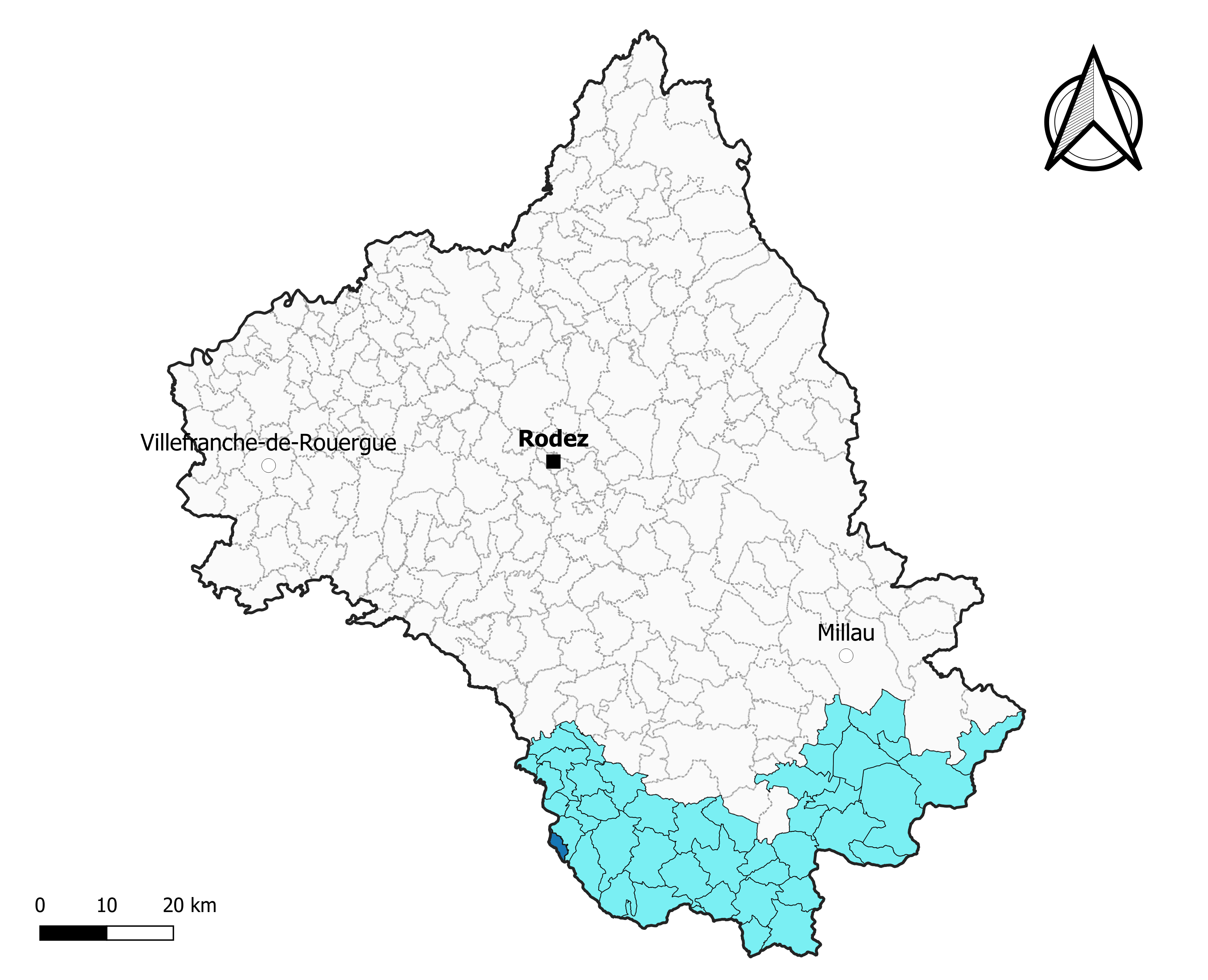
Montfranc dans le canton des Causses-Rougiers en 2020.
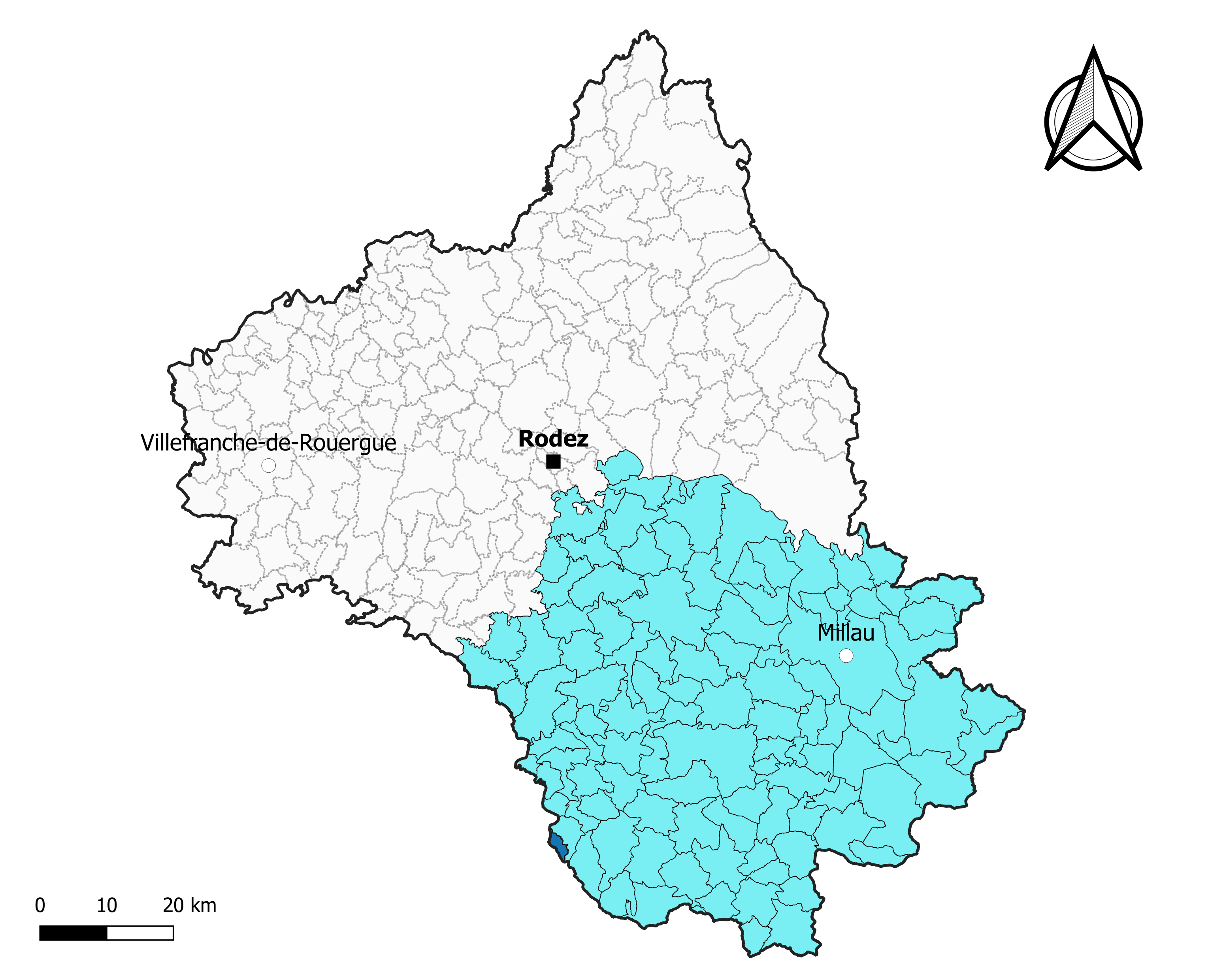
Montfranc dans l'arrondissement de Millau en 2020.

### Élections municipales et communautaires

#### Élections de 2020
Le conseil municipal de Montfranc, commune de moins de 1 000 habitants, est élu au scrutin majoritaire plurinominal à deux tours avec candidatures isolées ou groupées et possibilité de panachage. Compte tenu de la population communale, le nombre de sièges à pourvoir lors des élections municipales de 2020 est de 11. Sur les dix candidats en lice, dix sont élus dès le premier tour, le 15 mars 2020, correspondant à la totalité des sièges à pourvoir, avec un taux de participation de 48,05 %.
Michelle Fontanilles, maire sortante, est réélue pour un nouveau mandat le 3 juillet 2020.
Dans les communes de moins de 1 000 habitants, les conseillers communautaires sont désignés parmi les conseillers municipaux élus en suivant l’ordre du tableau (maire, adjoints puis conseillers municipaux) et dans la limite du nombre de sièges attribués à la commune au sein du conseil communautaire. Un siège est attribué à la commune au sein de la communauté de communes Monts, Rance et Rougier.

#### Liste des maires
| Période                                  | Période   | Identité              | Étiquette | Qualité                                                                  |
| ---------------------------------------- | --------- | --------------------- | --------- | ------------------------------------------------------------------------ |
|                                          | 2001      | Marin Nicouleau       |           |                                                                          |
| mars 2001                                | mars 2008 | Denise Galonnier      |           |                                                                          |
| mars 2008                                |           | Michèle Fontanilles   | DVD       | Salariée du secteur médical                                              |
| mars 2014                                | En cours  | Michelle Fontanilles, |           | Personne sans activité professionnelle de 60 ans et plus (non retraitée) |
| Les données manquantes sont à compléter. |           |                       |           |                                                                          |

## Démographie
L'évolution du nombre d'habitants est connue à travers les recensements de la population effectués dans la commune depuis 1793. Pour les communes de moins de 10 000 habitants, une enquête de recensement portant sur toute la population est réalisée tous les cinq ans, les populations de référence des années intermédiaires étant quant à elles estimées par interpolation ou extrapolation. Pour la commune, le premier recensement exhaustif entrant dans le cadre du nouveau dispositif a été réalisé en 2005.

En 2022, la commune comptait 130 habitants, en évolution de +4 % par rapport à 2016 (Aveyron : +0,37 %, France hors Mayotte : +2,11 %).
| 1793 | 1800 | 1851 | 1856 | 1861 | 1866 | 1872 | 1876 | 1881 |
| ---- | ---- | ---- | ---- | ---- | ---- | ---- | ---- | ---- |
| 260  | 249  | 319  | 304  | 283  | 281  | 270  | 282  | 294  |

| 1886 | 1891 | 1896 | 1901 | 1906 | 1911 | 1921 | 1926 | 1931 |
| ---- | ---- | ---- | ---- | ---- | ---- | ---- | ---- | ---- |
| 277  | 271  | 278  | 255  | 280  | 268  | 202  | 246  | 260  |

| 1936 | 1946 | 1954 | 1962 | 1968 | 1975 | 1982 | 1990 | 1999 |
| ---- | ---- | ---- | ---- | ---- | ---- | ---- | ---- | ---- |
| 264  | 233  | 190  | 188  | 181  | 154  | 168  | 158  | 135  |

| 2005 | 2006 | 2010 | 2015 | 2020 | 2022 | - | - | - |
| ---- | ---- | ---- | ---- | ---- | ---- | - | - | - |
| 130  | 131  | 128  | 126  | 128  | 130  | - | - | - |

## Économie

### Emploi
| Division       | 2008  | 2013  | 2018  |
| -------------- | ----- | ----- | ----- |
| Commune        | 8,6 % | 2,6 % | 1,6 % |
| Département    | 5,4 % | 7,1 % | 7,1 % |
| France entière | 8,3 % | 10 %  | 10 %  |

En 2018, la population âgée de 15 à 64 ans s'élève à 63 personnes, parmi lesquelles on compte 84,4 % d'actifs (82,8 % ayant un emploi et 1,6 % de chômeurs) et 15,6 % d'inactifs,. En  2018, le taux de chômage communal (au sens du recensement) des 15-64 ans est inférieur à celui de la France et du département, alors qu'en 2008 la situation était inverse.
La commune est hors attraction des villes,. Elle compte 29 emplois en 2018, contre 43 en 2013 et 51 en 2008. Le nombre d'actifs ayant un emploi résidant dans la commune est de 54, soit un indicateur de concentration d'emploi de 52,9 % et un taux d'activité parmi les 15 ans ou plus de 48,7 %.
Sur ces 54 actifs de 15 ans ou plus ayant un emploi, 19 travaillent dans la commune, soit 35 % des habitants. Pour se rendre au travail, 76,4 % des habitants utilisent un véhicule personnel ou de fonction à quatre roues, 10,9 % s'y rendent en deux-roues, à vélo ou à pied et 12,7 % n'ont pas besoin de transport (travail au domicile).

### Activités hors agriculture
17 établissements sont implantés  à Montfranc au 31 décembre 2019.
Le secteur de l'industrie manufacturière, des industries extractives et autres est prépondérant sur la commune puisqu'il représente 35,3 % du nombre total d'établissements de la commune (6 sur les 17 entreprises implantées  à Montfranc), contre 17,7 % au niveau départemental.

### Agriculture
|               | 1988 | 2000 | 2010 | 2020 |
| ------------- | ---- | ---- | ---- | ---- |
| Exploitations | 17   | 9    | 9    | 3    |
| SAU (ha)      | 495  | 533  | 567  | 406  |

La commune est dans les Monts de Lacaune, une petite région agricole occupant le sud du département de l'Aveyron. En 2020, l'orientation technico-économique de l'agriculture  sur la commune est l'élevage d'ovins ou de caprins. Trois exploitations agricoles ayant leur siège dans la commune sont dénombrées lors du recensement agricole de 2020 (17 en 1988). La superficie agricole utilisée est de 406 ha,,.

## Culture locale et patrimoine

### Lieux et monuments
- Église de l'Assomption de Montfranc.
- Chapelle Saint-Léonard de Montfranc.